# Bored (Billie Eilish)
Bored  è un singolo della cantante statunitense Billie Eilish, pubblicato il 30 marzo 2017 che è stato successivamente incluso nella colonna sonora della serie televisiva Tredici.

## Video musicale
Il video musicale è stato reso disponibile il 26 giugno 2017. Presenta Billie Eilish in un vestito blu, che danza intorno ad una lunga scala con altoparlanti.

## Tracce
Testi e musiche di Billie Eilish O'Connell, Finneas O'Connell, Timothy Anderson e Aron Forbes.
1. Bored – 3:00

## Formazione
- Billie Eilish – voce
- Finneas O'Connell – produzione

## Classifiche
| Classifica (2021) | Posizione massima |
| ----------------- | ----------------- |
| Austria           | 57                |
| Francia           | 64                |
| Germania          | 88                |
| Grecia            | 33                |
| Irlanda           | 82                |
| Norvegia          | 34                |
| Lituania          | 56                |
| Portogallo        | 79                |
| Repubblica Ceca   | 41                |
| Slovacchia        | 41                |
| Svezia            | 57                |
| Svizzera          | 59                |